# Scheila Gonzalez
Scheila González (Los Ángeles, California; 5 de agosto de 1971) es una multiinstrumentista y educadora musical estadounidense. Es conocida por interpretar el saxofón y otros instrumentos con artistas como Dweezil Zappa, Alex Acuña, Ray Parker, Jr., y muchos otros. En la actualidad juega en el saxofón alto DIVA exclusivamente femenino Jazz Orquesta y es un miembro a tiempo completo de la gira mundial de Zappa Plays Zappa en el que canta y toca varios instrumentos.

## Biografía
González tomó clases de piano desde la edad de cuatro años e hizo la transición al saxofón a los doce años. Asistió a Fullerton College a principios de 1990 y se registró en el Downbeat aclamado CD Mainstream, que más tarde cambió a la Universidad Estatal de California, Northridge para completar su licenciatura en música. Ella canta, toca varios instrumentos de viento y teclados. González es la directora de Jazz Combos en Santa Susana Performing Arts School de alta en Simi Valley, California, da clases particulares, y hace el trabajo independiente, además de su álbum, gira, y apariciones en conciertos. Fue cofundadora del grupo de jazz Dekajaz que existió entre 1999 y 2013.

## Actuaciones destacadas
Desde 2018 hasta la actualidad, González ha tocado como miembro de la banda de acompañamiento de Colin Hay. En 2019, Hay revivió el nombre de Men at Work y González ha seguido actuando bajo ese apodo desde entonces. Numerosas reseñas de las actuaciones recientes de la banda destacan su interpretación del saxofón en muchas de las canciones de éxito de Hay y Men at Work.
González ha estado llevando a cabo en la gira Zappa Plays Zappa con Dweezil Zappa desde su creación el año 2006. Ha recibido elogios en los medios de comunicación por su actuación y la habilidad fundamental durante la gira. El espectáculo ha recorrido Estados Unidos, Canadá, Europa, Japón y Australia. Ella ha aparecido en programas de televisión como The Tonight Show copias de Garth Brooks y los BET Music Awards, Sheila González también ha hecho trabajo en el cine, apareciendo en la película de Christopher Guest For Your Consideration.

## Premios
González ganó el Shelly Manne Memorial New Talent Award, un prestigioso reconocimiento de música jazz premiado en el área de Los Ángeles. Como miembro del conjunto Zappa Plays Zappa, González ganó Mejor Artista Rock Instrumental Premio Grammy Performance 2009 para la grabación del grupo de "Peaches en Regalia".